# Got Barss (producent muzyczny)
Got Barss właściwie Paweł Sobolewski (ur. 28 grudnia 1991 r. w Olsztynie) – polski producent muzyczny oraz inżynier dźwięku.

## Dyskografia
- Uszer zDP – „Wulgar” (gości. Solar) (2014)[1]
- Białas/King Tomb – Booking Mixtape (2015)[2]
- Beezy Vuitton (Białas Solo)
- Białas - Klik Klaki

Blejk (Single)
- „Błogostan” (gości. Bedoes, White Nigga)[3]
- „Vis a Vis”[4]
- „Nie próbuj mnie zmieniać” (gości. Białas)[5]

King Tomb
- „Aaa Bzdura (Aspiratio Crew diss)”[6]

SB Maffija
- Quebonafide - „Ciuchy, Kobiety... (SB Mafija Remix)”[7]
- Sb Maffija – „Zabija #3 Twerk” (gości. Koldi, Wac Toja)[8]

Vixen
- Vixen - Smart Fucking Phone ft. Oxon

Young Family Label
- Young Multi - Pogba[9]

Kaen, Ewelina Lisowska (Singiel)
- Kwarantanna
- B.R.O „Nie Zdradzę” (Singiel)